# 华明站 (韩国铁道公社)
華明站（：／ Hwamyeong yeok */?）是京釜線沿線的一座鐵路車站，位於韓國釜山廣域市北區華明洞，有無窮花號列車停靠。

## 車站結構
2面5線混合式月台，中間2線是通過線。

### 月台配置
| ↑勿禁       |
| \| ２ \| １ |
| 龜浦↓       |

| 月台 | 路線   | 類別     | 目的地                                     |
| ---- | ------ | -------- | ------------------------------------------ |
| 1    | 京釜線 | 無窮花號 | 龜浦、沙上、釜山、釜田方向                 |
|      | 京釜線 | 通過線   |                                            |
| 2    | 京釜線 | 無窮花號 | 首爾、水原、馬山、晉州、木浦、光州松汀方向 |

## 历史
- 1999年3月10日，落成使用。
- 2003年7月10日，开始办理客运业务。

## 车站周边
- 乐天玛特華明店
- 華明高等学校
- 明進中学校
- 明進初等学校
- 鶴士初等学校
- 龍水中学校
- 龍水初等学校
- 華明圖書館
- 洛東江

## 相鄰車站
韓國鐵道公社
京釜線
無窮花號
勿禁－華明－龜浦